# Kotasaari (ö i Lappland, Norra Lappland, lat 68,86, long 28,48)
Kotasaari, nordsamiska: Kuátisuáloi, är en ö i Finland. Den ligger i sjön Keskimöjärvi och i kommunen Enare i den ekonomiska regionen Norra Lappland och landskapet Lappland, i den norra delen av landet, 1 000 km norr om huvudstaden Helsingfors. Öns area är 0,7 hektar och dess största längd är 190 meter i öst-västlig riktning.